# Laguna Pacucha
La Laguna de Pacucha es considerada como una de las más grandes y bellas lagunas de Perú.[cita requerida] Se ubica a 17 kilómetros de Andahuaylas. Su importancia radica en virtud a que su volumen y componentes nutritivos de sus aguas son productivos, además de ser tibias y casi dulces. Asimismo, en la actualidad se vienen explotando diferentes especies como la trucha, pejerrey y lacustre, generando por consiguiente nuevas fuentes de alimentación y de trabajo en beneficio de los habitantes del lugar.
La temperatura de la laguna tiene mínima de 15 °C en los meses de junio y julio y máxima de 19 °C en los meses de marzo y abril. Además, en el lado este de la laguna se hallan los restos arqueológicos de Sondor, perteneciente a la cultura Chanca. Una de sus peculiaridades es la leyenda en torno a la estatua de piedra de una mujer junto a un niño y su cordero mirando hacia la laguna, de la cual cuentan que antes de estar la laguna existía una ciudad que fue destruida por rayos y truenos.

## Leyenda de la Laguna Pacucha
En aquellos días, antes de esta laguna existía una hermosa ciudad considerada como el "paraíso celestial" debido a la belleza natural de sus paisajes,habitado por personas solidarias con principios humanistas y espirituales. Con el tiempo aparecieron personas de otros lugares, trayendo costumbres extrañas, formando una sociedad de corrupción, injusticia y maldad , cierto día se presentó un anciano pidiendo caridad en una casa donde se festejaba un matrimonio con gran pompa. Al verlo harapiento y sucio fue echado por la fuerza y con insultos. Al final de una calle el anciano es atendido por una humilde y modesta mujer campesina llamada "Mama Petecc" quien le brindó alimentación. En agradecimiento el anciano, le pide abandonar inmediatamente el lugar, llevando a su hijo y su cordero indicándole no voltear la mirada para atrás por ningún motivo. La mujer ya estando en la cumbre escucho truenos y relámpagos no pudo con su curiosidad y espantada al oír gritos y derrumbes  volteó para ver lo que sucedía quedando petrificada tal como se le ve en la estatua humana que esta frente a la laguna.